# Suncun, Fanchang
Suncun (kinesiska: 孙村) är en köping i östra Kina. Den ligger i Fanchang härad i staden Wuhu i provinsen Anhui, omkring 120 kilometer sydost om provinshuvudstaden Hefei. Antalet invånare är 54 218. Befolkningen består av 26 346 kvinnor och 27 872 män. Barn under 15 år utgör 13,0 %, vuxna 15-64 år 76 %, och äldre över 65 år 10,0 %.